# NGC 3160
NGC 3160 este o galaxie seyfert de tip 2⁠(d) situată în constelația Leul Mic. A fost descoperită în 27 martie 1854 de către William Parsons, 3rd Earl of Rosse⁠(d). Se află la o distanță de 98,44 de megaparseci de Pământ.